# Мертва хватка
Мертва хватка (англ. Stranglehold) — британський фільм 1963 року.

## Сюжет
Кінозірка постійно запрошується у фільми на однотипні ролі безжальних гангстерів. Його проблеми починаються, коли він плутає дійсність з грою і починає вірити, в те що він дійсно бандит.

## У ролях
| Актор           | Роль            |
| --------------- | --------------- |
| Макдональд Кері | Білл Моррісон   |
| Барбара Шеллі   | Кріс Моррісон   |
| Філіп Френд     | Стеффан         |
| Надя Регін      | Лілі            |
| Леонард Сакс    | Голландець      |
| Марк Лоерерінг  | Джиммі Моррісон |
| Сьюзен Шоу      | актриса         |
| Жозефін Браун   | Грейс           |
| Жак Сей         |                 |
| Ларрі Крос      |                 |
| Крістофер Лі    |                 |